# Local Social de Montornès de Segarra
El Local Social de Montornès de Segarra és una obra del municipi de Montornès de Segarra (Segarra) inclosa en l'Inventari del Patrimoni Arquitectònic de Catalunya.

## Descripció
Edifici situat dins del nucli urbà, al mig d'una plaça, aïllat de qualsevol casa. La planta baixa està formada per una crugia de dos braços de la mateixa llargària i un pis d'alçada. La teulada és de doble vessant i realitzada amb zinc. Sota el voladís de la teulada de tot l'edifici sobresurten unes mènsules. La façana principal ve emmarcada per columnes esveltes obrades amb maó formant un peristil. Aquest peristil es recolza sobre un sòcol de pedra, que queda trencat per una graonada d'accés a l'interior del porxo, davant la porta principal.

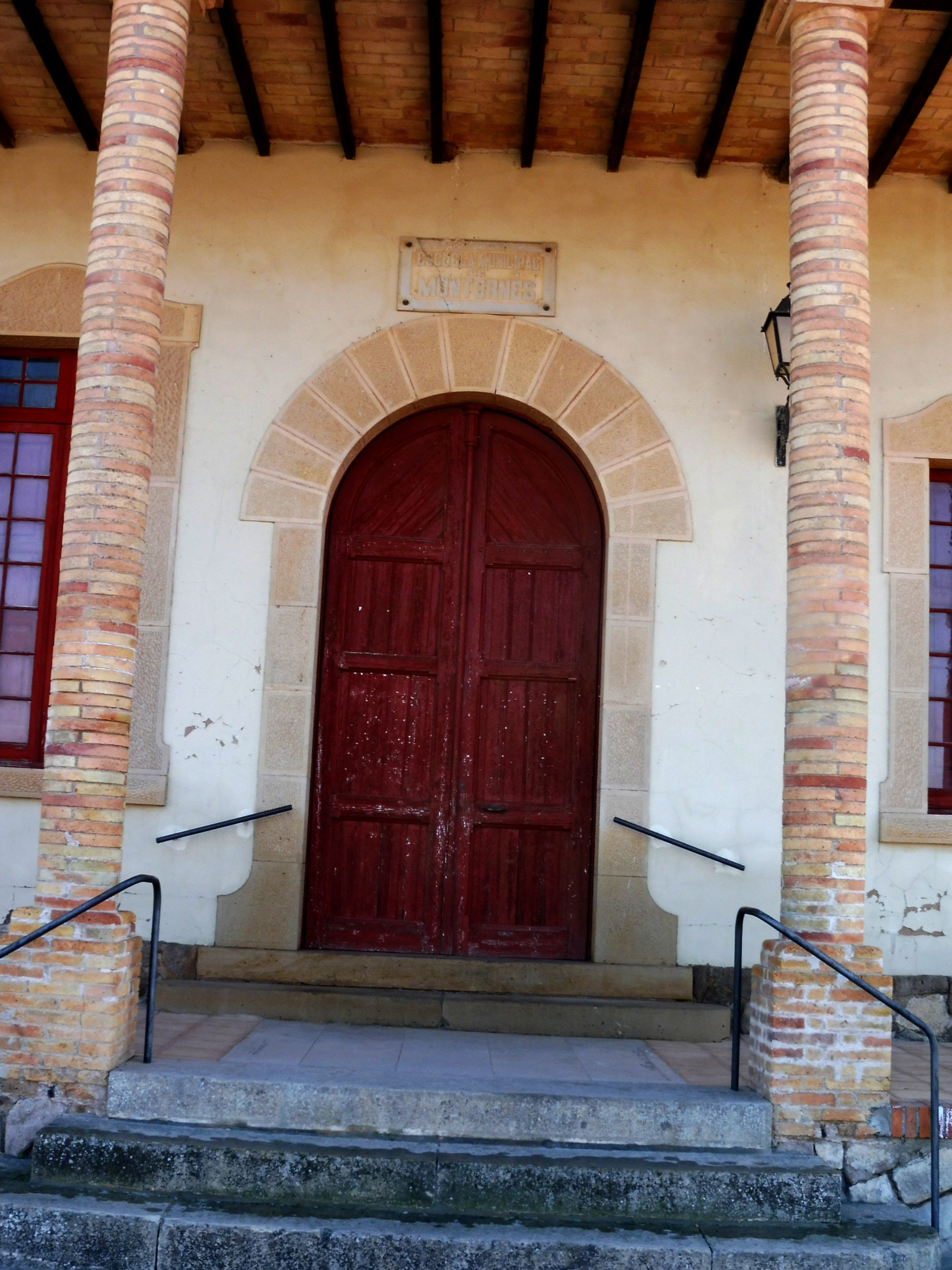
Porta principal

 La porta principal té forma d'arc de mig punt, adovellat i realitzat amb pedra picada. Ambdós costats de la porta hi troben obertures de finestres. El costat dret de la porta hi troben una triple finestra, mentre que al costat esquerre hi ha una doble finestra, fet que fa que es trenqui l'eix de simetria. La teulada del porxo és a una vessant, sustentada per un embigat de fusta i maó. Ambdós parets laterals que donen al porxo hi ha una triple finestra. La resta d'edifici també presenta obertures de triple finestra i doble finestra seriades. Els cantonades de l'edifici estan emmarcades amb franges verticals de carreus de pedra.

## Història
A principis del segle xx, va sorgir la idea de fer una nova escola pel poble. Joan Balcells i Cortada, va patrocinar l'obra que va començar l'any 1919 amb la col·locació de la primera pedra extreta del castell de Montornès. L'any 1921 es va inaugurar i va ser escola pública fins als anys 70, actualment l'edifici s'utilitza com a Local Social de la vila.